# Johan Linander
Dan Johan Linander, född 13 april 1974 i Veberöds församling i Malmöhus län, är en svensk politiker (centerpartist). Han var ordinarie riksdagsledamot 2002–2014, invald för Skåne läns södra valkrets.
I riksdagen var Linander ledamot i justitieutskottet 2002–2010 och utskottets vice ordförande 2010–2014. Han har även varit ledamot av Nordiska rådets svenska delegation och suppleant i civilutskottet, EU-nämnden, lagutskottet, näringsutskottet, riksdagens valberedning och sammansatta justitie- och socialutskottet.
I maj 2018 riktades det skarp kritik mot Linander efter att han hade kastat valmaterial från Sverigedemokraterna i en ICA-butik.